# かみきた産直ネットワーク
かみきた産直ネットワークとは農産物直売所で組織する直売所同士の情報共有・交換のネットワーク。青森県の太平洋側に位置する十和田市、三沢市、上北郡内のいわゆる上北地方にて活動している。｢かみきた｣とは上北地方を指し、｢かみきた｣をひらがな表記にしているのは、親しみやすさと優しさから。

## 概要
設立は2007年1月。新幹線の開業を予定し、地域での農業の活性化を単独で行うのではなく、ネットワークを作ることによって地域全体を活性化しようというもの。12の直売所が設立時に加入し、その後3直売所が合流。2008年、第一期が終了した総会の際、地元新聞社がかみきた産直ネットワークの取り組みについて社説に掲載した。

## 目的
｢上北地方の直売所施設が連携することにより、消費者への安全・安心な農産物等の提供と、会員の農業経営の発展につなげ、直売所の共存共栄を図ることとし、それにより、上北地方の農業振興と地域の活性化に資することを目的
｣に設立2007年1月30日(かみきた産直ネットワーク規約)

## ネットワークづくりについての意見
直売所同士が価格競争を激化させ、その地域のプライスリーダーとなってしまう例がある。このことは農家の再生産を阻み、意欲のある作り手の意識をそいでしまうことになる。まず直売所同士は敵ではないと前提にし、価格の競争ではなく品質競争を目指すことはその地域において再生産を持続させられるといった有益さをもたらすと考えられる。一方、確固たる理念共有のないネットワークづくりは弊害も多く、ネットワークそのものが直売所のレベルを落とす結果をもたらすという意見もある。ほとんどの直売所が自分たちの特徴や強さ・弱さを把握せず自信を喪失している例も多い。分水嶺は、強固な理念・リーダーとなる直売所または、率いるリーダーシップの強さ・それを揺るぎない自信で説くことで多くの方々に共有してもらうことだと思われる。

## 事業
かみきた産直ネットワークレシートラリー。dpgpを使用したメールユーザーの獲得、秋の収穫祭などを各直売所で開催している。秋の収穫祭にはオリジナルスープの試食会などをそれぞれの直売所で行っている。秋の収穫祭は上北地域県民局地域農林水産部(旧上北地方農林水産事務所)の時から普及指導室が2年間開催してきた行事を引き継ぎ実施した。2008年の収穫祭のテーマは｢スープうまかったなぁ｣と題して野菜を使用したスープを提供
。

## 沿革
- 2007年1月　- 設立
- 2007年5月　- 第一回レシートラリー
- 2007年11月　- かみきた秋の収穫祭
- 2008年1月　- 第一期総会
- 2008年5月　- 第2回レシートラリー
- 2008年11月　- 第2回かみきた秋の収穫祭

## 加入団体
- 道の駅とわだ　(青森県十和田市)が事務局を担当
- 道の駅奥入瀬　(青森県十和田市)
- 道の駅みさわ　(青森県三沢市)
- 道の駅よこはま　(青森県上北郡横浜町)
- 道の駅おがわら湖　(青森県上北郡東北町)
- 道の駅ろくのへ　(青森県上北郡六戸町)
- アグリの里おいらせ（2010年から休会中）　(青森県上北郡おいらせ町)
- 味菜館　(青森県十和田市)
- JA八甲田｢ひまわり｣　(青森県十和田市)
- ビードル広場定期市　(青森県三沢市)
- JAおいらせ｢元気はうす｣　(青森県三沢市)
- JA十和田おいらせ｢おはよう広場｣　(青森県上北郡おいらせ町)
- ハートピア市ジャスコ下田店　(青森県上北郡おいらせ町)
- 味祭館ふるさと市　(青森県上北郡おいらせ町)
- JA十和田おいらせ｢こだわりの館｣（2010年から休会中）　(青森県十和田市)

## リンク
かみきた産直ネットワーク https://web.archive.org/web/20140327080351/http://kamikita-net.com/